# 约尔马·科特莱宁
约尔马·科特莱宁（芬蘭語：Jorma Kortelainen，1932年12月17日—2012年12月27日），芬兰男子越野滑雪、赛艇运动员。他曾代表芬兰参加1960年夏季奥林匹克运动会越野滑雪比赛，获得一枚银牌。